# آرام‌کننده نوترون
آرام‌کننده نوترون(به انگلیسی: Neutron moderator) در راکتورهای هسته‌ای، ماده‌ای است که سرعت نوترون‌های سریع را گرفته و از ایجاد واکنش زنجیره‌ای سریع و خارج از کنترل جلوگیری می‌کند. موادی چون آب معمولی،آب سنگین،گرافیت،برلیوم و هیدروکربن‌ها، از جمله این مواد هستند.

## انواع گوناگون
| آرام کننده            | تعداد رآکتورها | طرح                   | کشور                                                                        |
| --------------------- | -------------- | --------------------- | --------------------------------------------------------------------------- |
| بدون آرام‌کننده (سریع) | ۱              | BN-600                | روسیه (۱)                                                                   |
| گرافیت                | ۲۹             | AGR, Magnox, آربی‌ام‌کی | بریتانیا (۱۸), روسیه (۱۱)                                                   |
| آب سنگین              | ۲۹             | CANDU                 | کانادا (۱۷), کره جنوبی (۴), رومانی (۲), چین (۲), هند (۲), آرژانتین, پاکستان |
| آب سبک                | ۳۵۹            | PWR, BWR              | ۲۷ کشور                                                                     |